# ピット郡 (ノースカロライナ州)
ピット郡（英: Pitt County）は、アメリカ合衆国ノースカロライナ州の中央部東に位置する郡である。人口は17万0243人（2020年）。郡庁所在地はグリーンビルであり、同郡で人口最大の都市である。
ピット郡はグリーンビル都市圏の中核郡である。1990年以降の人口急増によって、州内でも人口増加率が高い方に属している。

## 歴史
ピット郡は1760年にボーフォート郡から分離して設立された。ただし、その設立を有効にした議会の法ができたのは1761年1月1日だった。郡名は、当時イギリスで南部方面担当大臣、かつ庶民院院内総務だったウィリアム・ピット（大ピット）に因んで名付けられた。ピットはロンドンで生まれた雄弁家だった。オックスフォード大学で学び、1731年に軍隊に入隊した。青年愛国者のホイッグ党を率い、1756年には大臣になり、イギリス領植民地政府に関しては自由を主張する者となった。

## 郡政府
ピット郡は、地域自治体の組織であるミッド・イースト自治体委員会のメンバーである。

## 地理
アメリカ合衆国国勢調査局に拠れば、郡域全面積は655平方マイル (1,700 km2)であり、このうち陸地652平方マイル (1,690 km2)、水域は3平方マイル (7.8 km2)で水域率は0.48%である。

### 郡区
ピット郡は17の郡区に分割されている。アーサー、エイデン、ベルボア、ベセル、ブラックジャック、カロライナ（ストークス）、チコッド、フォークランド、ファームビル、ファウンテン、グリーンビル、グリフトン、グリムズランド、パクトラス、シンプソン、スウィフトクリーク、ウィンタービルの各郡区である。

### 交通
ピット郡は、国内最大の高規格道路網の1つである 州間高速道路95号線から30キロメートル東にある。
ピット・グリーンビル空港から、毎日シャーロット・ダグラス国際空港とローリー・ダーラム国際空港へ定期便を運航している。地方政府は、ワシントン・ダレス国際空港への1日2便の定期便運航を検討している 。

#### 主要高規格道路
| - アメリカ国道13号線 - アメリカ国道264号線 - アメリカ国道264号線バイパス - アメリカ国道258号線 | - ノースカロライナ州道11号線 - ノースカロライナ州道30号線 - ノースカロライナ州道33号線 - ノースカロライナ州道43号線 | - ノースカロライナ州道102号線 - ノースカロライナ州道118号線 - ノースカロライナ州道121号線 - ノースカロライナ州道222号線 - ノースカロライナ州道903号線 |

### 隣接する郡
- マーティン郡 - 北東
- ボーフォート郡 - 東
- クレイブン郡 - 南南東
- レノア郡 - 南南西
- グリーン郡 - 南西
- ウィルソン郡 - 西
- エッジコム郡 - 北西

## 人口動態
以下は2000年国勢調査による人口統計データである。（　）内に2010年データを示す。
| 基礎データ - 人口: 133,798 人 (168,148 人) - 世帯数: 52,539 世帯 - 家族数: 32,258 家族 - 人口密度: 79人/km2（205人/mi2） - 住居数: 58,408軒 - 住居密度: 35軒/km2（90軒/mi2） 人種別人口構成 - 白人: 62.08% (58.9%) - アフリカン・アメリカン: 33.65% (34.1%) - ネイティブ・アメリカン: 0.27% (0.3%) - アジア人: 1.08% (1.6%) - 太平洋諸島系: 0.04% (0.1%) - その他の人種: 1.80% - 混血: 1.09% - ヒスパニック・ラテン系: 3.15% (5.5%) - 国外生まれの比率: 4% 年齢別人口構成 - 18歳未満: 23.6% - 18-24歳: 17.5% - 25-44歳: 29.9% - 45-64歳: 19.4% - 65歳以上: 9.6% - 年齢の中央値: 30歳 - 性比（女性100人あたり男性の人口） - 総人口: 90.2 (89.4) - 18歳以上: 86.4 | 世帯と家族（対世帯数） - 18歳未満の子供がいる: 29.9% - 結婚・同居している夫婦: 43.4% - 未婚・離婚・死別女性が世帯主: 14.4% - 非家族世帯: 38.6% - 単身世帯: 28.3% - 65歳以上の老人1人暮らし: 7.3% - 平均構成人数 - 世帯: 2.43人 - 家族: 3.02人 収入と家計 - 収入の中央値 - 世帯: 32,868米ドル - 家族: 43,971米ドル - 性別 - 男性: 31,962米ドル - 女性: 25,290米ドル - 人口1人あたり収入: 18,243米ドル - 貧困線以下 - 対人口: 20.3% - 対家族数: 13.5% - 18歳未満: 21.6% - 65歳以上: 20.2% |

郡民の25歳以上人口のうち、高校卒以上の比率は2005年から2009年まで85%に安定していたが、同じく大学卒以上の比率は28.7%に過ぎなかった。
2009年、世帯当たり収入中央値は36,339米ドルに留まり、州平均より7,000米ドル以上低かった。貧困線以下の人口比率は約25.5%だった。同じく2009年の一人当たり収入は21,622米ドルであり、州平均より約3,000米ドル低かった。

## 都市と町

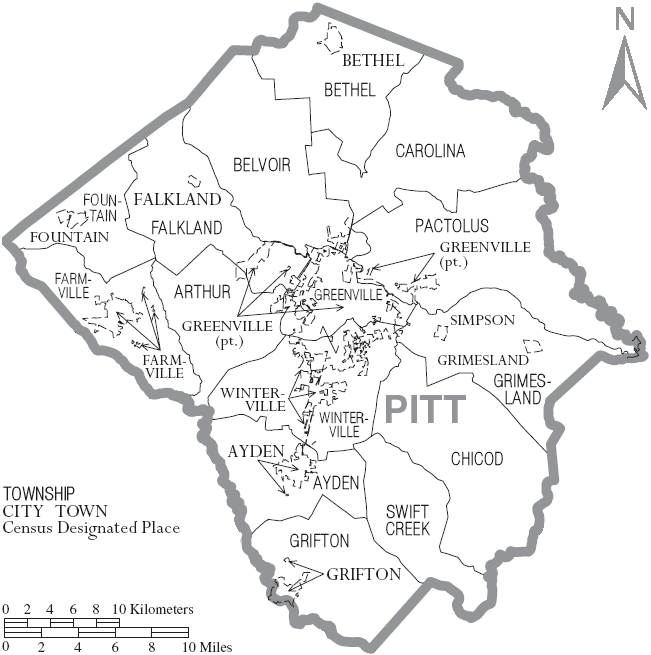
ピット郡の自治体と郡区

| - アーサー - エイデン - ベセル - ベルボア - ブラックジャック - チコッド - フォークランド - ファームビル | - ファウンテン - グリーンビル - 郡庁所在地 - グリフトン - グリムズランド - パクトラス - シンプソン - ストークス - ウィンタービル |

## 教育
- 東カロライナ大学
- マウントオリーブ・カレッジ・ワシントン校
- ピット・コミュニティカレッジ
- ミラー・モット工科カレッジ
- ウェズレアン・カレッジ付属ピット・コミュニティカレッジ